# Thera loeberbaueri
Thera loeberbaueri är en fjärilsart som beskrevs av Friedel 1969. Thera loeberbaueri ingår i släktet Thera och familjen mätare. Inga underarter finns listade i Catalogue of Life.